# Andriy Batsula
Andriy Batsula, né le 6 février 1992 à Krementchouk en Ukraine, est un footballeur ukrainien. Il évolue au Vorskla Poltava au poste d'arrière gauche.

## Biographie
Avec le club du FK Oleksandria, il joue quatre matchs en Ligue Europa.